# Élections législatives de 1967 dans les Basses-Alpes
Les élections législatives françaises de 1967 se déroulent les 5 et 12 mars 1967. Dans le département des Basses-Alpes, deux députés sont à élire dans le cadre de deux circonscriptions.

## Élus
| Circonscription | Député sortant | Parti | Parti | Député élu ou réélu | Parti | Parti          |
| --------------- | -------------- | ----- | ----- | ------------------- | ----- | -------------- |
| 1re             | Marcel Massot  |       | Rad   | Marcel Massot       |       | FGDS (Radical) |
| 2e              | Claude Delorme |       | SFIO  | Claude Delorme      |       | FGDS (SFIO)    |

## Résultats

### Résultats à l'échelle du département
| Parti          | Parti                                           | Premier tour | Premier tour | Second tour | Second tour | Sièges |
| Parti          | Parti                                           | Voix         | %            | Voix        | %           | Sièges |
| -------------- | ----------------------------------------------- | ------------ | ------------ | ----------- | ----------- | ------ |
|                | Parti radical                                   | 8 598        | 17,38        | 14 552      | 29,71       | 1      |
|                | Section française de l'Internationale ouvrière  | 8 195        | 16,56        | 14 901      | 30,42       | 1      |
|                | Fédération de la gauche démocrate et socialiste | 16 793       | 33,94        | 29 453      | 60,14       | 2      |
|                |                                                 |              |              |             |             |        |
|                | Union des démocrates pour la Ve République      | 13 586       | 27,46        | 17 355      | 35,44       | 0      |
|                | Union des républicains de progrès               | 13 586       | 27,46        | 17 355      | 35,44       | 0      |
|                |                                                 |              |              |             |             |        |
|                | Parti communiste français                       | 13 089       | 26,46        | Retrait     | Retrait     | 0      |
|                | Progrès et démocratie moderne                   | 5 802        | 11,73        | 2 169       | 4,43        | 0      |
|                | Parti radical                                   | 206          | 0,42         |             |             | 0      |
|                |                                                 |              |              |             |             |        |
| Inscrits       | Inscrits                                        | 63 916       | 100,00       | 63 895      | 100,00      | 2      |
| Abstentions    | Abstentions                                     | 13 149       | 20,57        | 13 443      | 21,04       |        |
| Votants        | Votants                                         | 50 767       | 79,43        | 50 452      | 78,96       |        |
| Blancs et nuls | Blancs et nuls                                  | 1 291        | 2,54         | 1 475       | 2,92        |        |
| Exprimés       | Exprimés                                        | 49 476       | 97,46        | 48 977      | 97,08       |        |

### Résultats par circonscription

#### Première circonscription (Tarbes-Sud - Bagnères-de-Bigorre)
| Candidat       | Candidat                    | Parti          | Premier tour | Premier tour | Second tour | Second tour |  |
| Candidat       | Candidat                    | Parti          | Voix         | %            | Voix        | %           |  |
| -------------- | --------------------------- | -------------- | ------------ | ------------ | ----------- | ----------- |  |
|                | Marcel Massot sortant réélu | FGDS (Radical) | 8 598        | 35,72        | 14 552      | 60,66       |  |
|                | Henri Savornin              | UD-Ve          | 7 110        | 29,54        | 9 437       | 39,34       |  |
|                | Raymond Philippe            | PCF            | 5 832        | 24,23        | Retrait     | Retrait     |  |
|                | Marc Jourdan                | CD (PDM)       | 2 528        | 10,5         |             |             |  |
|                |                             |                |              |              |             |             |  |
| Inscrits       | Inscrits                    | Inscrits       | 31 469       | 100,00       | 31 459      | 100,00      |  |
| Abstentions    | Abstentions                 | Abstentions    | 6 742        | 21,42        | 6 584       | 20,93       |  |
| Votants        | Votants                     | Votants        | 24 727       | 78,58        | 24 875      | 79,07       |  |
| Blancs et nuls | Blancs et nuls              | Blancs et nuls | 659          | 2,67         | 886         | 3,56        |  |
| Exprimés       | Exprimés                    | Exprimés       | 24 068       | 97,33        | 23 989      | 96,44       |  |

#### Deuxième circonscription (Tarbes-Nord - Lourdes)
| Candidat       | Candidat                     | Parti          | Premier tour | Premier tour | Second tour | Second tour |  |
| Candidat       | Candidat                     | Parti          | Voix         | %            | Voix        | %           |  |
| -------------- | ---------------------------- | -------------- | ------------ | ------------ | ----------- | ----------- |  |
|                | Claude Delorme sortant réélu | FGDS (SFIO)    | 8 195        | 32,25        | 14 901      | 59,63       |  |
|                | Pierre Girardot              | PCF            | 7 257        | 28,56        | Retrait     | Retrait     |  |
|                | Jean Cabane                  | UD-Ve          | 6 476        | 25,49        | 7 918       | 31,69       |  |
|                | Jean Curetti                 | CD (PDM)       | 3 274        | 12,89        | 2 169       | 8,68        |  |
|                | Paul Bouscarle               | Rad            | 206          | 0,81         |             |             |  |
|                |                              |                |              |              |             |             |  |
| Inscrits       | Inscrits                     | Inscrits       | 32 447       | 100,00       | 32 436      | 100,00      |  |
| Abstentions    | Abstentions                  | Abstentions    | 6 407        | 19,75        | 6 859       | 21,15       |  |
| Votants        | Votants                      | Votants        | 26 040       | 80,25        | 25 577      | 78,85       |  |
| Blancs et nuls | Blancs et nuls               | Blancs et nuls | 632          | 2,43         | 589         | 2,3         |  |
| Exprimés       | Exprimés                     | Exprimés       | 25 408       | 97,57        | 24 988      | 97,7        |  |